# Tangvayosaurus
Tangvaoyosaurus hoffetti
Genre
Espèce
Tangvayosaurus (« lézard de Tang Vay ») est un genre fossile de titanosaures découvert dans les grès supérieurs de l'Aptien-Albien (Crétacé inférieur) de la province de Savannakhet, au Laos. Selon Paleobiology Database en 2023, ce genre est resté monotypique et la seule espèce est Tangvaoyosaurus hoffetti.

## Classification
Le genre Tangvayosaurus et l'espèce Tangvaoyosaurus hoffetti sont décrits en 1999 par Ronan Allain, Philippe Taquet et al.,.

### Fossiles
Son espèce type est Tangvayosaurus hoffetti[réf. nécessaire], découvert à Tang Vay, dans la formation des Grès supérieurs, une localité située à environ 120 km au nord-est de Savannakhet. 
Il a été défini par Ronan Allain et al. à partir des éléments TV4-1 à TV4-36 (inventaire du musée des dinosaures de Savannakhet) : une partie de pelvis, plusieurs vertèbres dorsales et une de la queue, plusieurs côtes et un humérus. Un autre squelette comporte 38 vertèbres de la queue, une vertèbre du cou et  une grande partie d'un membre inférieur. Allain a également rattaché à ce genre le premier dinosaure du Laos, Titanosaurus falloti, découvert par Josué Hoffet dans la même formation à la fin des années 1930.
Une étude plus récente retient le genre, comme différent du seul autre sauropode bien défini de la même région (Phuwiangosaurus), mais refuse d'y intégrer l'espèce T. falloti.

## Description

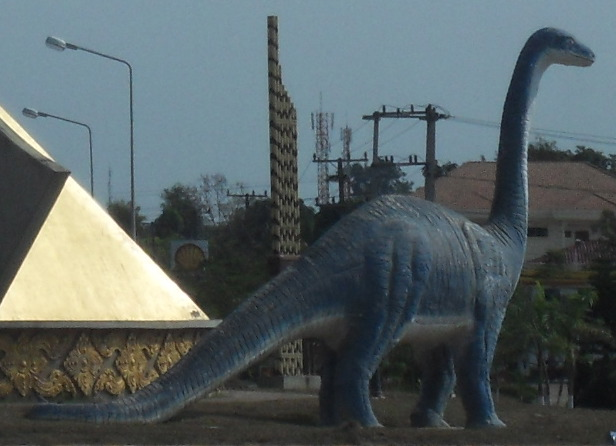
Reconstitution de Tangvayosaurus sur un rond-point de Savannakhet.

Tangvayosaurus était un titanosaure d'environ 15 m, vivant entre 125 et 100 Ma avant notre ère. Il présente certaines affinités avec Phuwiangosaurus sirindhornae, un dinosaure plus ancien découvert dans la Province de Khon Kaen, en Thaïlande.

### Publication originale
- [1999] (en) Ronan Allain, Philippe Taquet, Battail, B, Dejax, J., Richir, P., Véran, M., Limon-Duparcmeur, F., Vacant, R., Mateus, O., Sayarath, P., Khenthavong, B. et Phouyavong, S., « Un nouveau genre de dinosaure sauropode de la formation des Grès supérieurs (Aptien-Albien) du Laos », Comptes Rendus de l'Académie des Sciences à Paris, Sciences de la Terre et des Planètes, vol. 329,‎ 1999, p. 609–616.